# Правило F/16

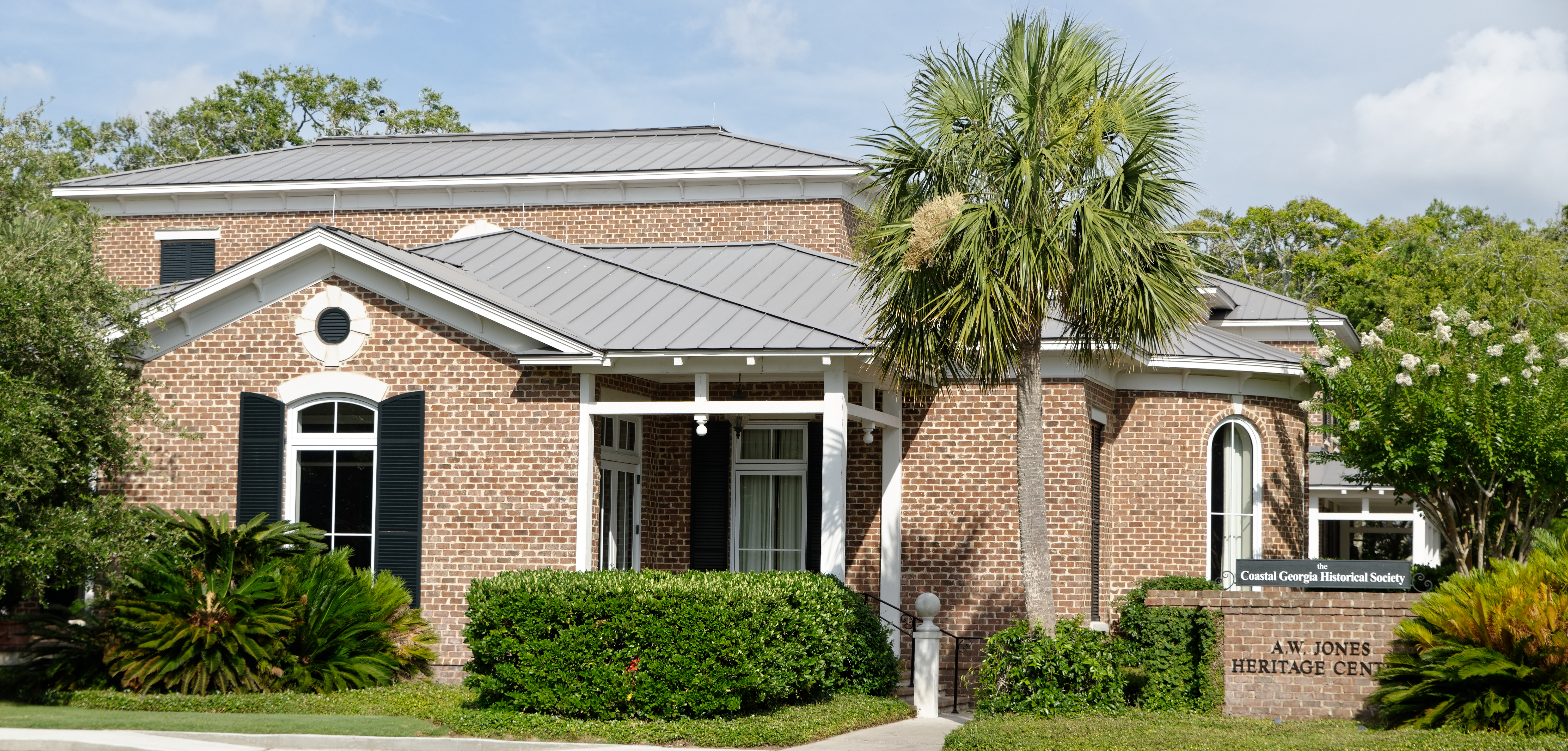
Освітлений сонцем об’єкт, знятий на цифрову камеру з виставленим ISO 100, діафрагмою f/8 та витримкою 1/400, що дорівнює експозиційному числу при f/16 та 1/100.

Правило F/16, Сонячно 16 (англ. Sunny 16) — емпіричне правило («правило Тамба»), що дозволяє визначити коректну експозицію при фото- і кінозніманні без фотоелектричного експонометра. Цей метод був поширений за часів чорно-білої фотографії і придатний для натурного знімання на негативні фотоматеріали, що мають велику фотографічну широту. Для обернених фотоматеріалів і цифрової фотографії точність методу недостатня. Крім того, правило можна застосовувати тільки в середніх широтах при зніманні в денний час на вулиці, коли об'єкт освітлений сонцем або небокраєм. У сучасній фотографії правило може служити орієнтиром при інструментальному вимірюванні експозиції нестандартних об'єктів.

## Опис
Суть правила полягає в тому, що при зніманні в яскравий сонячний день нормальну експозицію можна досягнути з діафрагмою f/16 і витримкою, знаменник якої приблизно дорівнює значенню світлочутливості фотоматеріалу в одиницях ISO. Тобто при чутливості ISO 100 прийнятна експозиція вийде з діафрагмою f/16 і витримкою біля 1/100 секунди. 
Якщо на шкалі витримок відсутнє значення, що точно відповідає світлочутливості, треба обрати найближче з наявних. Наприклад, для фотоматеріалу чутливістю ISO 400 підійде витримка 1/500 секунди. Незначну різницю, що не перевищує 1/3 ступені, вважають допустимою, оскільки метод сам по собі є приблизними. 
За інших погодних умов витримку також обирають відповідно до світлочутливісті фотоматеріалу, а діафрагму встановлюють згідно з наведеною таблицею: 
Таблиця 1. Залежність діафрагми від умов освітлення
| Діафрагма | Умови освітлення      | Характер тіней               |
| --------- | --------------------- | ---------------------------- |
| f/22      | Сніг або піщаний пляж | Підсвічені сильними блисками |
| f/16      | Сонячно               | Виражені                     |
| f/11      | Сонце в імлі          | Малоконтрастні               |
| f/8       | Яскрава хмарність     | Відсутні                     |
| f/5,6     | Хмарно                | Відсутні                     |

Правило дозволяє розрахувати базову експозиційну пару, яку можна змінити відповідно до закону взаємозамінності. Так, експозицію з витримкою 1/250 і діафрагмою f/16 для плівки ISO 200 в сонячну погоду можна отримати з параметрами 1/2000 та f/5,6. При кінозніманні розрахунок проводять для витримки 1/60 секунди, що відповідає частоті 24 кадри в секунду при куті розкриття обтюратора 170°. У цьому випадку ту ж експозицію можна досягти з діафрагмою f/32. Якщо таке значення діафрагми відсутнє на об’єктиві, використовують нейтральний світлофільтр або менший кут розкриття обтюратора за можливістю. 
Правило засноване на розумінні експозиційного числа, розробленого у межах адитивної системи експонометрії APEX . 

## Погодні символи

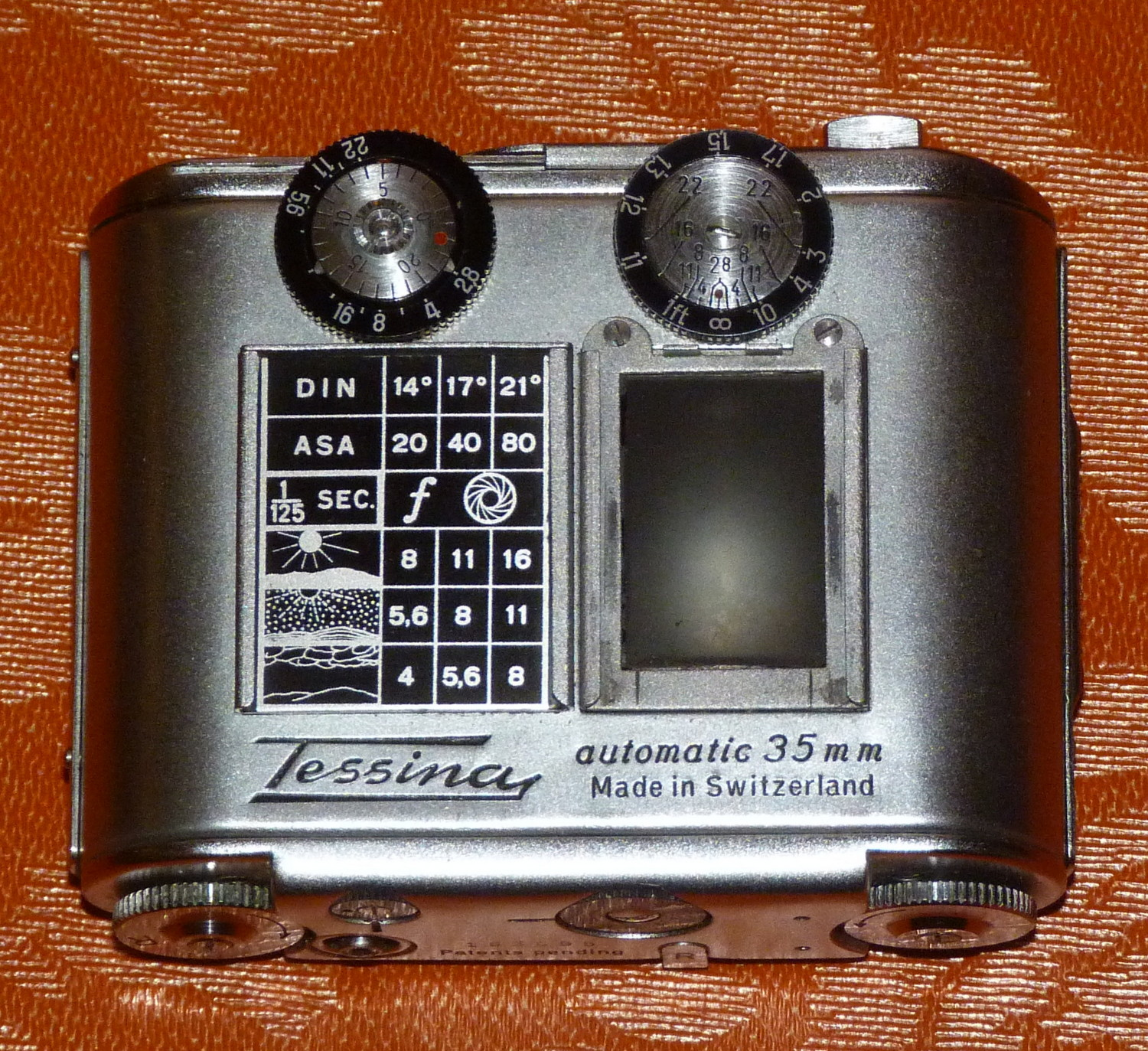
Фотоапарат Tessina з таблицею погодних символів

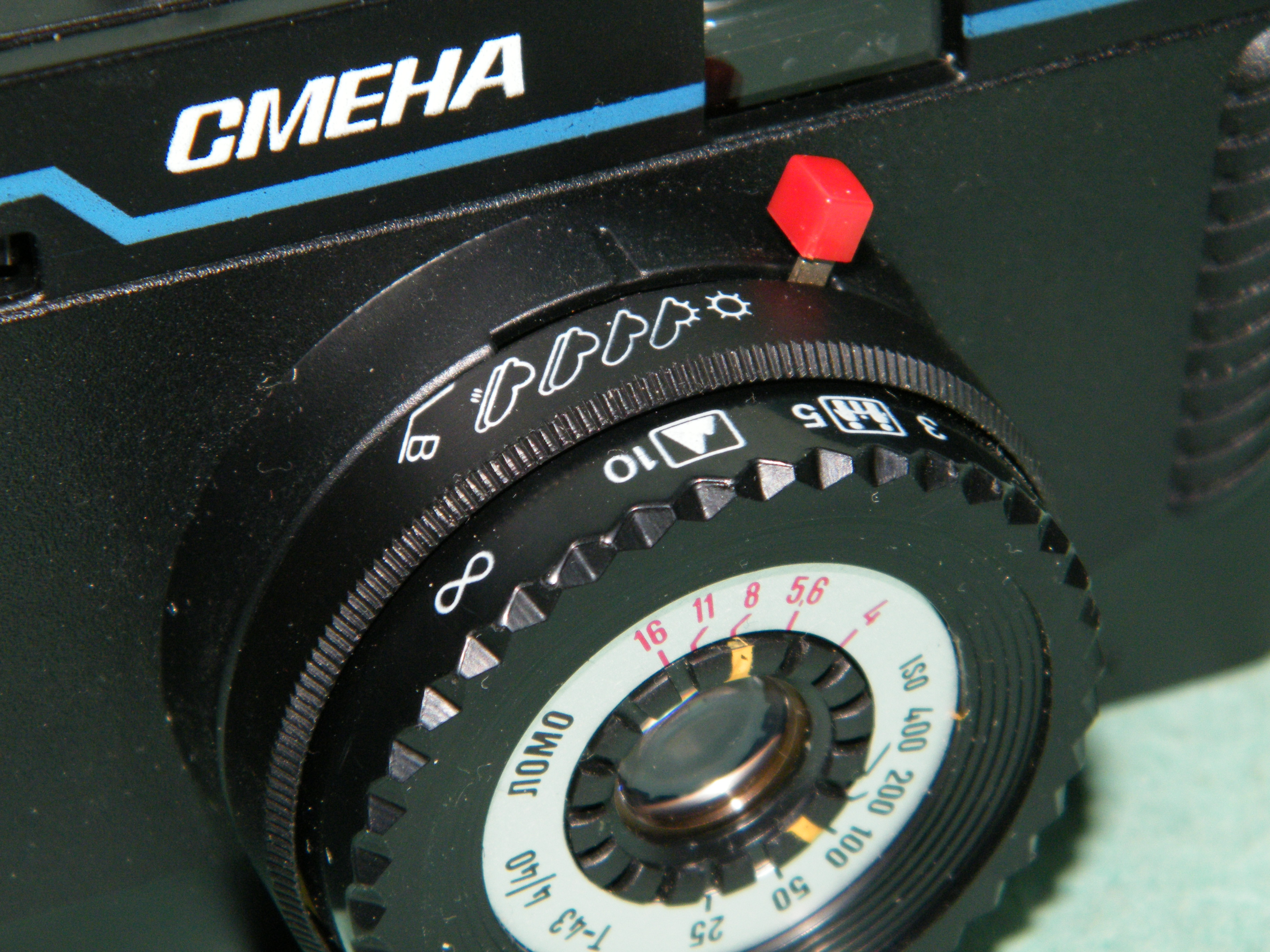
Фотоапарат «Смена-35» з погодними символами на шкалі затвора

Принцип, аналогічний правилу F/16, був закладений в основу недорогих фотоапаратів і кінокамер, у яких експозицію налаштовували за символами погоди. Наприклад, фотоапарат Minolta Weathermatic-A з єдиною витримкою 1/200 секунди передбачав три значення діафрагми: для сонячної погоди, хмарної та для знімання зі спалахом. Кожне значення мало відповідний символ. Погодні символи на експозиційних шкалах також були присутні в фотоапаратах Kodak Retina моделей S1 і S2. 
У фотоапаратах сімейств «Смена» та «ЛОМО-135» використовували подібну систему визначення експозиції за символами погоди. Для цього на кільцях витримки і діафрагми наносили додаткові шкали (табличний експонометр). Шкалу значень діафрагм супроводжувала шкала світлочутливості фотоплівки, а шкалу витримок — шкала символів погоди.
У фотоапараті «Вілія» на кільці витримок нанесена шкала світлочутливості фотоплівки, а значення діафрагми встановлювали відповідно до погоди: у полі зору видошукача видно рухливий покажчик, який необхідно було поєднати з потрібною піктограмою ( «ясно», «сонце в імлі», «хмарно»,«похмуро», «грозові хмари»).